# Autocunilíngua

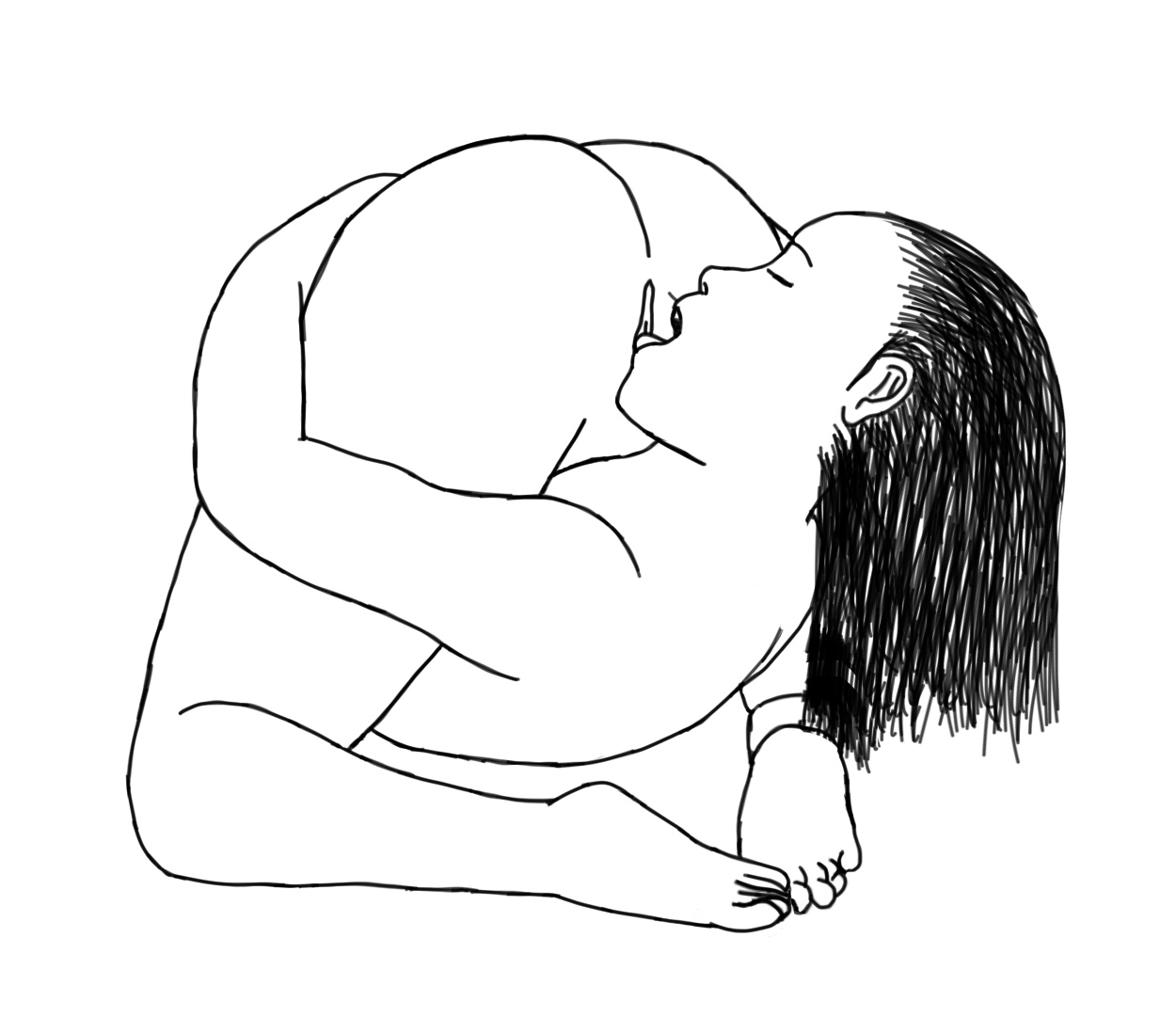
Ilustração de uma mulher praticando Autocunilíngua.

Autocunnilingus é a prática do cunnilingus por uma mulher em si mesmo, sugando ou usando a língua na própria genitália como uma forma de masturbação. É a versão feminina da autofelação.

## Documentação
Um grau incomumente alto de flexibilidade, como o de um contorcionista, seria necessário para realizar o ato. Ao contrário do equivalente masculino, a autofelação, que requer uma curva frontal menos extrema e é reconhecidamente possível para uma pequena fração da população masculina, não existem registros seguros sobre o autocunnilingus. No entanto, foi relatado como uma fantasia autodestrutiva e ocorrências foram relatadas em primatas não humanos.

## Na Ficção
Em "Besorgung", um de seus epigramas venezianos, Goethe imaginou Bettina se tornando suficientemente flexível para realizar autocunnilingus e se masturbar sem precisar de um parceiro(a). Camille Paglia compara a imagem resultante às "gravuras de figuras contorcidas solipsisticamente" de William Blake.